# Француз (фильм, 1988)
«Француз» — советский художественный фильм по мотивам повести Евгения Дубровина «В ожидании козы». Съёмки фильма проходили в Коломне. Сюжет фильма в целом гораздо более оптимистичный по сравнению с сюжетом книги.

## Сюжет
Трагикомедия рассказывает о жизни бывшего военнопленного и участника французского Сопротивления, по прозвищу «Француз», вернувшегося домой после войны. Дети уже почти выросли и не помнят отца, жена собралась замуж за аптекаря, а вскоре в доме поселяется странный «родственник». И только искренняя любовь к своим близким помогает найти взаимопонимание и снова обрести семью.

## В ролях
- Сергей Шакуров — Анатолий, отец
- Евгения Симонова — Анна, мать
- Леонид Ярмольник — дядя Сева, «родственник»
- Семён Фарада — Семён Абрамович, аптекарь
- Игорь Скляр — Капитан, предводитель шантрапы
- Александр Бирюков — Влад, сын
- Юрий Звягинцев — Виктор, сын
- Борис Гитин — дядя Костя, почтальон
- Александр Комлев — Малыш, дворовый мальчишка
- Евгений Крылов — Дылда, дворовый мальчишка
- Кирилл Маслов — Крючок, дворовый мальчишка
- Мария Кушнерёва — девочка, возлюбленная Виктора
- Кирилл Бударин — ухажёр девочки

## В эпизодах
- Иван Рыжов — сторож
- Екатерина Образцова
- А. Киреев
- Марина Гаврилко
- Владимир Ширяев
- Нина Гребешкова — учительница истории
- Владимир Гусев
- И. Сердечников

и другие

## Съёмочная группа
- Авторы сценария: Сергей Бодров-старший, Георгий Данелия
- Режиссёр-постановщик: Галина Юркова
- Оператор-постановщик: Александр Ковальчук[1]
- Художник-постановщик: Юрий Константинов
- Композитор: Максим Дунаевский
- Текст песни: Галина Данелия

## Технические данные
- цветной, киноплёнка «Свема»